# SS John Harvey

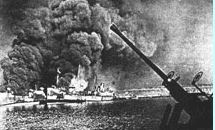
Płonący SS John Harvey w Bari

SS „John Harvey” – amerykański statek typu Liberty z okresu II wojny światowej.  „John Harvey” został zatopiony w Bari 2 grudnia 1943 przez niemiecki samolot. Na jego pokładzie znajdował się ładunek dwóch tysięcy bomb lotniczych typu M47A1, zawierających gaz musztardowy. Zbombardowany statek został zniszczony w potężnej eksplozji, która doprowadziła do rozlania się iperytu na wodę i wypuściła toksyczną chmurę gazu w kierunku miasta. W wyniku zatrudnia gazem zginęło 83 żołnierzy i marynarzy oraz duża, bliżej nieznana, liczba cywilów.

## Historia
„John Harvey” został zbudowany w stoczni North Carolina Shipbuilding Company w Wilmington, wodowanie odbyło się 9 stycznia 1943. Kadłub statku otrzymał numer (Maritime Commission Hull Number) 878, mógł on transportować do 504 żołnierzy.
W sierpniu 1943 prezydent Franklin Roosevelt zgodził się na przewiezienie amunicji chemicznej na śródziemnomorski teatr działań wojennych. 18 listopada „John Harvey” pod dowództwem kapitana Elwina F. Knowlesa wyruszył z Oranu, mając na pokładzie dwa tysiące bomb typu M47A1, każda zawierająca ok. 30 kilogramów gazu musztardowego. Pod koniec inspekcji ładunku w Augusta na Sycylii statek skierował się do Bari przez Cieśninę Otranto.
Port w Bari był zatłoczony przybyłymi tam wcześniej statkami i „John Harvey” czekał na rozładunek przez kilka dni. Kapitan Knowles chciał, aby zabójczy ładunek został zabrany z jego pokładu jak najszybciej, ale z powodu tajemnicy w jakiej były przewożone bomby, nie mógł o tym powiedzieć brytyjskim władzom portowym.
2 grudnia 1943 niemiecki samoloty zaatakowały Bari. W czasie nalotu zginęło ponad 1000 osób i zatopiono 17 statków, w tym „Johna Harveya”. Zbombardowany statek został zniszczony w potężnej eksplozji, która doprowadziła do rozlania się iperytu na wodę i wypuściła toksyczną chmurę gazu w kierunku miasta.
Do szpitala trafiło 628 żołnierzy i marynarzy porażonych gazem, z których do końca grudnia zmarło 83. Nieznana jest liczba ofiar cywilnych, choć najprawdopodobniej była znacznie wyższa - większość mieszkańców opuściła miasto, szukając schronienia w okolicznych wioskach.